# Trianthema portulacastrum
Trianthema portulacastrum är en isörtsväxtart som beskrevs av Carl von Linné. Trianthema portulacastrum ingår i släktet Trianthema och familjen isörtsväxter. Inga underarter finns listade i Catalogue of Life.

## Bildgalleri

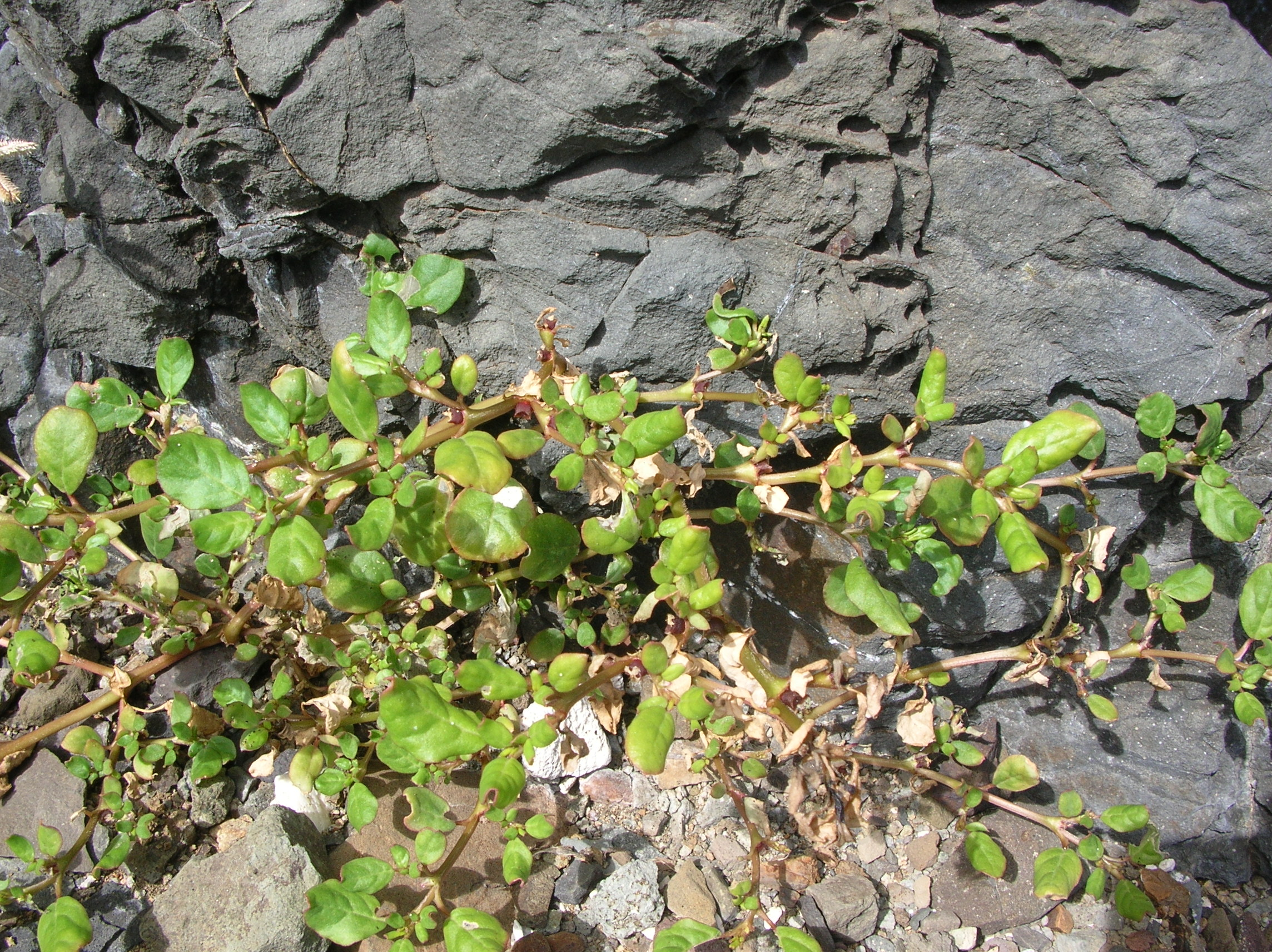
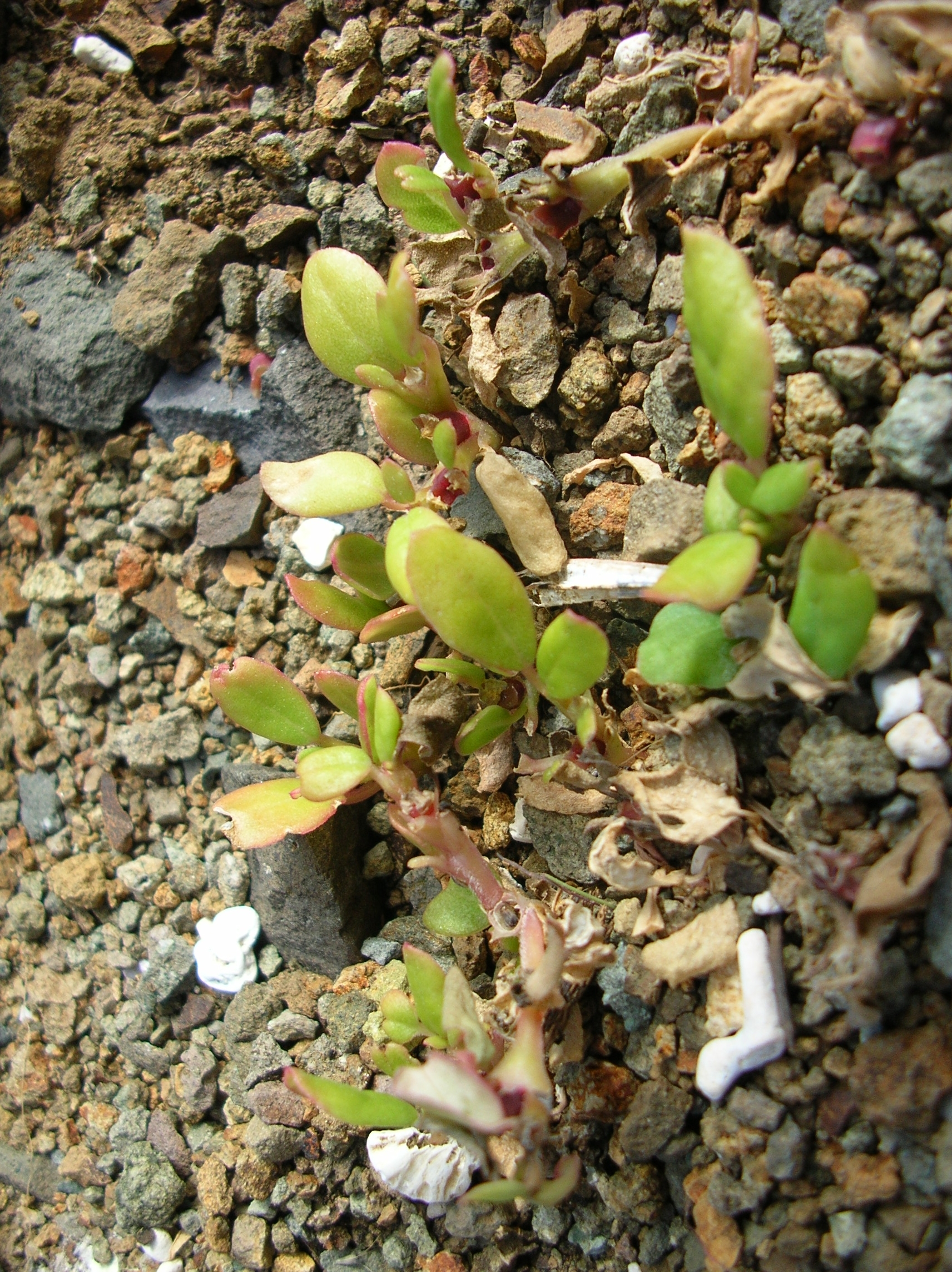
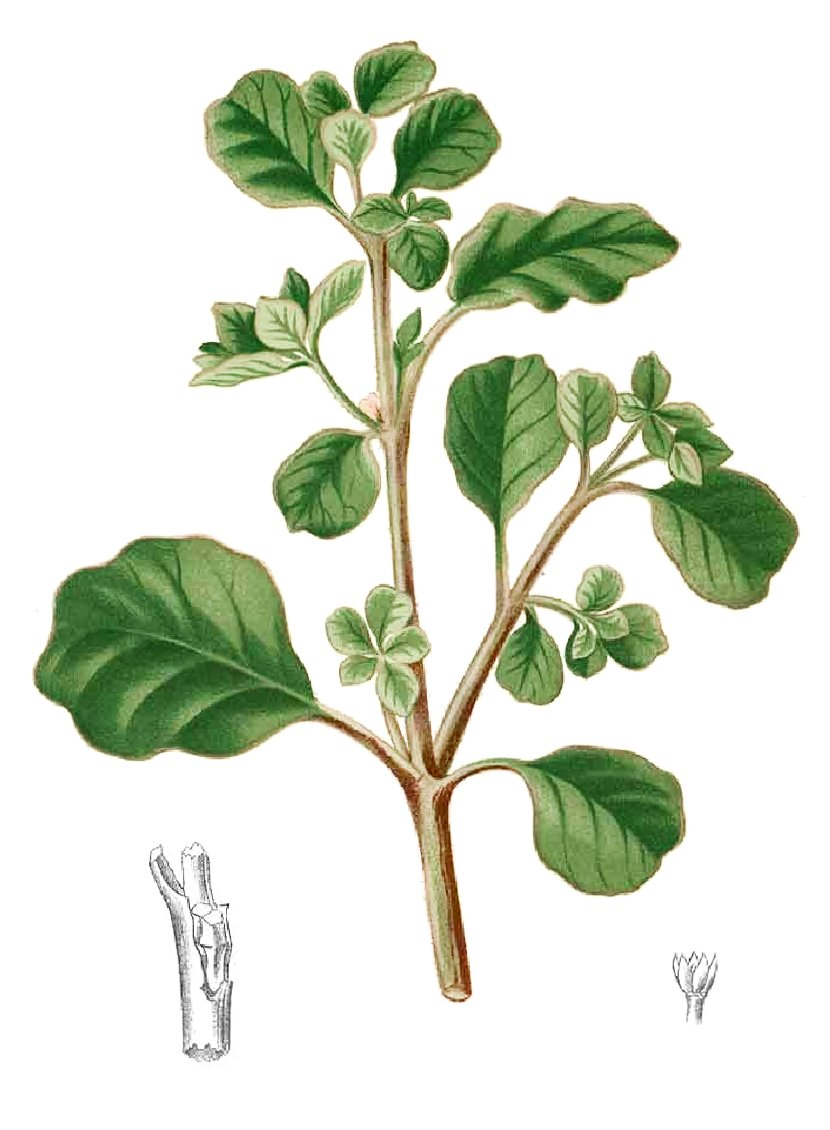
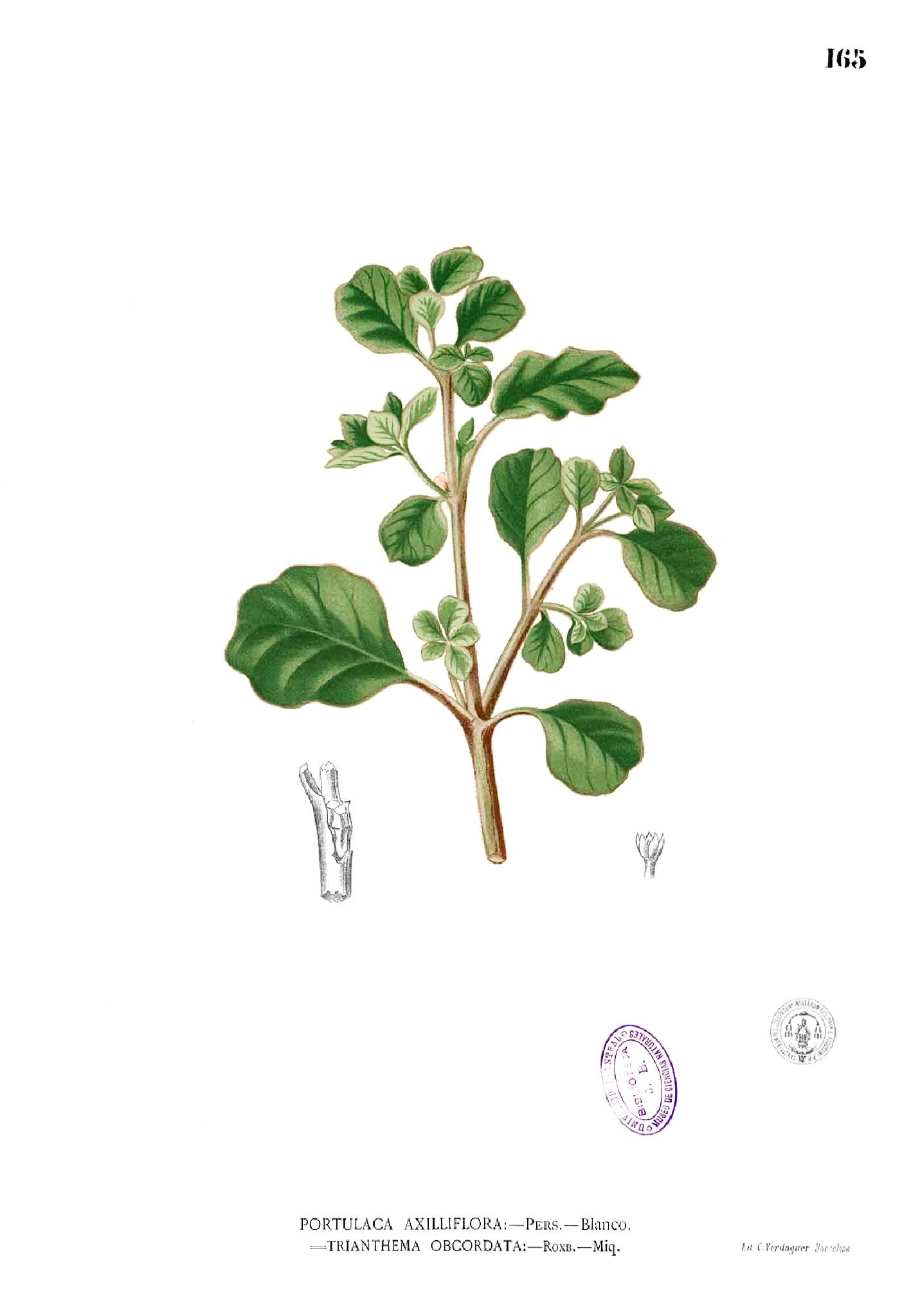
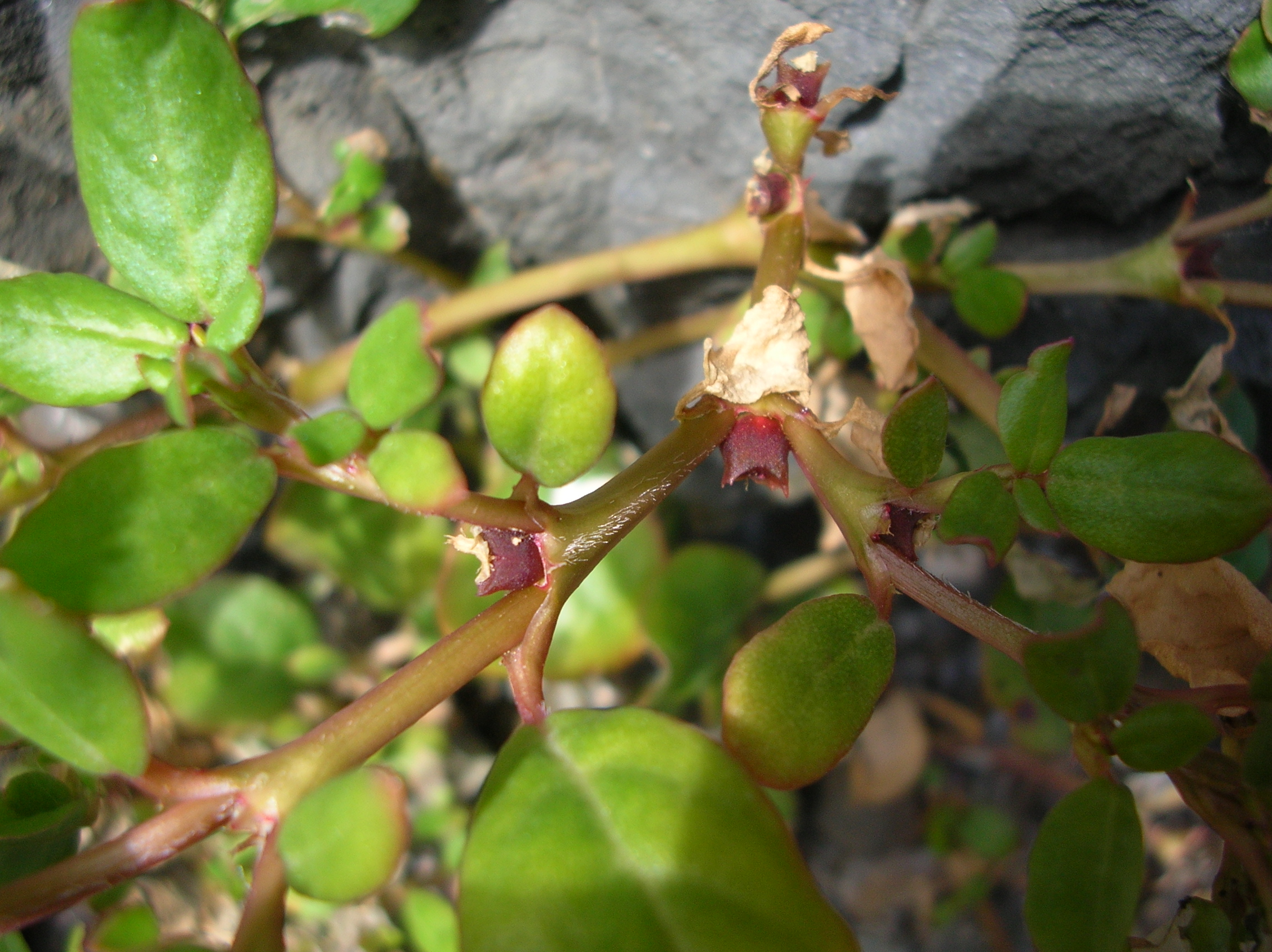
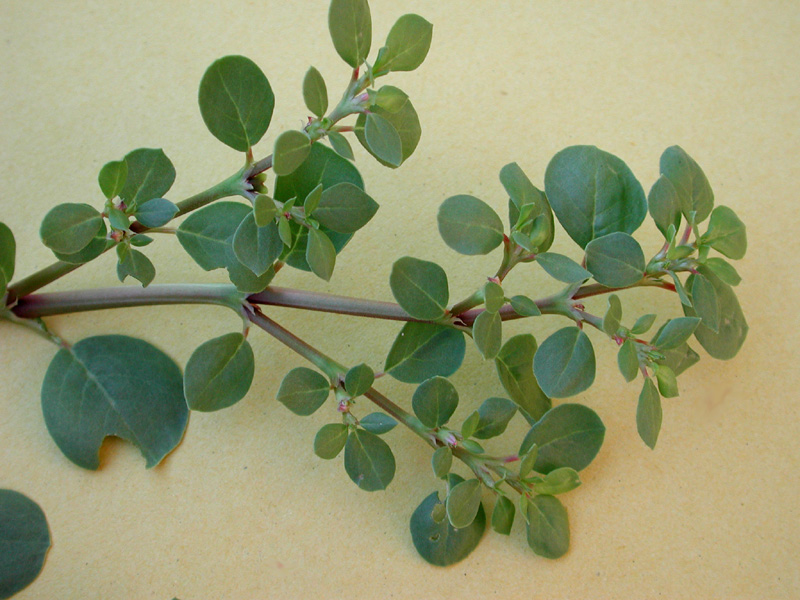